# Backnang
Backnang est une ville de République fédérale d'Allemagne située dans le land du Bade-Wurtemberg. Distante de 30 kilomètres au nord-est de Stuttgart, sa population a grandement augmenté lors du XXe siècle, passant de 7 650 habitants en 1900 à 34 990 habitants en 2013. En 2017 Backnang a fêté ses 950 ans. En effet la mairie a retrouvé un document antérieur.

## Histoire
| Appartenances historiques Margraviat de Bade 1112-1300 Comté de Wurtemberg 1300-1442 Comté de Wurtemberg-Stuttgart 1442-1482 Comté de Wurtemberg 1482-1495 Duché de Wurtemberg 1495-1803 Électorat de Wurtemberg 1803–1806 Royaume de Wurtemberg 1806-1871 Empire allemand 1871-1918 République de Weimar 1918–1933 Reich allemand 1933–1945 Allemagne occupée 1945–1949 Allemagne de l'Ouest 1949–1990 Allemagne 1990-présent |

L’église renferme les tombeaux des premiers margraves de Bade et un orgue inauguré le 26 mars 1988.
Pendant la Seconde Guerre mondiale, entre 1940 et 1944, la ville va abriter un centre militaire disciplinaire ou des hommes, Alsaciens et Mosellans "Malgré nous", réfractaires à intégrer l'armée allemande vont être mis au pas, subissant brimades et mauvais traitements, jusqu'à ce qu'ils acceptent d'endosser l'uniforme allemand, ainsi qu'une affectation (souvent le front de l'Est). Ceux qui refusèrent seront souvent envoyés en camps de concentration.

## Personnalités
- Andreas Hinkel, footballeur allemand
- Lisa et Lena, influenceuses des réseaux sociaux
- Julian Schieber, footballeur allemand
- Madeline Willers, chanteuse allemande
- Le groupe Tut das Not en est originaire